# Garden Party
Garden Party es una película de 2008 dirigida por Jason Freeland, protagonizada por Vinessa Shaw y Willa Holland. Fue filmada en Los Ángeles, California. La película fue estrenada el 11 de julio de 2008, en los Estados Unidos.

## Elenco
- Willa Holland como April.
- Vinessa Shaw como Sally.
- Tierra Abbott como Lana.
- Erik Smith como Sammy.
- Christopher Allport como Davey.
- Erik Bragg como  Dirk.
- Candice A. Buenrostro como Barman.
- Alexander Cendese como Nathan.
- Alesha Clarke como Adriana.
- Lindley Domingue como Groupie.
- Fiona Dourif como Becky.
- Shelley Dowdy como Anna.
- Robert Ellsworth como Waiter.
- Carrie Finklea como Chica perdida.
- Patrick Fischler como Anthony.
- Scott Grossman como Super Duper.
- Richard Gunn como Todd.
- Jordan Havard como Wayne.
- Jennifer Lawrence como Tiffany "Tiff".
- Jake Richardson como Kevin.
- Lola Sanchez como Clare.
- Luka Apt como Randy.